# Lina Sarro
Pasqualina M. (Lina) Sarro is een hoogleraar aan de Technische Universiteit Delft. Haar expertise omvat technologie voor geïntegreerde sensoren, microsystemen en silicium micromachining.

## Opleiding
Sarro behaalde een laureaat-graad in de Natuurkunde met magna cum laude-onderscheiding met een specialisatie in Solid-State Physics aan de Universiteit van Napels Federico II in Italie in 1980. Van 1979 tot 1981 was ze onderzoeksassistent van Professor F.P. Califano in de groep voor Semiconductor Devices van het Electrical Engineering Department. In deze hoedanigheid hield zij zich bezig met onderzoek naar kostenbewuste productietechnieken voor silicoon-zonnecellen en zonnecellen met een dunne film.

## Aanstellingen
Van 1981 tot 1983 was ze werkzaam als post-doctoraal fellow in associatie met Professor J.J. Loferski in de Fotovoltaïsche Onderzoeksgroep van de Engineering Departement van Brown University in de staat Rhode Island, U.S.A. Haar activiteiten bestonden uit onderzoek naar de productie van fotovoltaïsche cellen met een dunne film middels chemische spray pyrolyse. In 1983 kwam ze als onderzoeksassistent van Prof. S. Middelhoek aan de Technische Universiteit Delft te werken en voegde ze zich bij het Electronische Instrumentatie Laboratorium van deze universiteit. Zij werkte aan infrarood sensoren die gebaseerd zijn op geïntegreerde siliconen thermopylen en gefabriceerd worden door IC-technologie en siliconen micromachining.  Op 1 oktober 1987 ontving Sarro haar Ph.D. graad in Electrical Engineering en sloot ze zich aan bij het toenmalige Delft Institute of Microsystems and Nanoelectronics -inmiddels het Else Kooi Lab- waar zij onderzoek leidde naar technologie voor geïntegreerde siliconen sensoren, micro-elektro-mechanische systemen (ook wel MEMS genoemd) en verwerking van elektronisch materiaal en microstructuren.
Met ingang van oktober 2009 werd ze benoemd als voorzitter van het Department of Microelectronics, dat circa 35 personeelsleden, meer dan 100 PhD studenten en rond de 70 Masterstudenten telt. In december 2011 kreeg ze een aanstelling als professor in Technologie voor Microsystemen in associatie met de A. van Leeuwenhoek leerstoel van de Technische Universiteit Delft. Momenteel is zij het hoofd van het Electronic Components, Technology and Materials Labaratory (ECTM).

## Nevenactiviteiten
- Auteur en mede-auteur van meer dan 500 bijdragen in wetenschappelijke tijdschriften en papers in het kader van vakinhoudelijke conderenties[4]
- Reviewer voor een aantal technische tijdschriften
- Lid van  internationale steering comités voor diverse conferenties zoals de Institute of Electrical and Electronics Engineers (IEEE) Conference on MEMS en Sensors, Eurosensors en Transducers
- Voorzitter Technisch Programma voor de eerste IEEE Sensors conferenties van 2002 tot 2004 en Voorzitter Technisch Programma op Europees niveau voor de Transducers 2015 conferentie
- Algemeen co-voorzitter van de IEEE MEMS 2009 en IEEE Sensors 2014

## Publicaties (selectie)[5]
- 1986 - Thermal sensors based on the Seebeck effect; in: Sensors and Actuators 10 (3-4), p. 321-346.
- 1994 - Surface micromachined tuneable interferometer array; in: Sensors and Actuators A: Physical 43 (1-3), p. 17-23.
- 1995 - Flexible mirror micromachined in silicon; in: Applied optics 34 (16), p. 2968-2972.
- 1995 - Silicon thermooptical micromodulator with 700-kHz-3 dB bandwidth; in: IEEE photonics technology letters 7 (4), p. 363-365.
- 1996 - Low temperature surface passivation for silicon solar cells; in: Solar Energy Materials and Solar Cells 40 (4), p. 297-345.
- 1997 - Technology and applications of micromachined silicon adaptive mirrors; in: Optical Engineering 36 (5), p. 1382-1390.
- 2000 - Silicon carbide as a new MEMS technology; in: Sensors and Actuators A: Physical 82 (1), p. 210-218.
- 2001 - Capillary electrophoresis with on-chip four-electrode capacitively coupled conductive detection for application in bioanalysis; in: Electrophoresis 22 (12), p. 2537-2541.
- 2002 - Through-water copper electroplating for three-dimensional interconnects; in: Journal of micromechnanics and microengineering 12 (4), p. 395.
- 2004 - Photoresist coating methods for the integration of novel 3-D RF microstrutures; in: Journal of microelectromechanical systems 13 (3), p. 491-499.
- 2005 - Spray coating of photoresist for pattern transfer on high topography surfaces; in: Journal of Micromechanics and Microengineering 15 (4), p. 691.
- 2008 - Atomic-scale electron microscopy at ambient pressure; in: Ultramicroscopy 108 (9), p. 993-998.

## Onderscheidingen
- Mede-ontvanger van de Rudolph Kingslake Medaille (1997)
- Eurosensors Fellow Award (2004)
- AISEM Career Award (2007)
- IEEE Sensors Council Meritorious Award (2012)
- Lid van de Koninklijke Nederlandse Akademie van Wetenschappen (KNAW) en van diens Sectie Technische Wetenschappen[6]
- Fellow van het Institute of Electrical and Electronics Engineers